# Vítězslav Hornig
Vítězslav Hornig (* 26. dubna 1999 Jilemnice) je český reprezentant v biatlonu. Do roku 2019 závodil v nižší světové soutěži – IBU Cup; od sezóny 2019/2020 nastupuje i v hlavní soutěži – Světovém poháru.
Za sebou má spoustu úspěchů z juniorských a dorosteneckých let. V roce 2018 získal na šampionátu v estonském Ötepää v dorosteneckých závodech bronzovou medaili ve sprintu a stříbrnou ve štafetě. V roce Hochfilzen získal na mistrovství Evropy juniorů v rakouském Hochfilzenu zlatou medaili ve vytrvalostním závodu a stříbrnou ve sprintu. Na mistrovství světa juniorů získal v rakouském Obertilliachu v roce 2021 bronzovou medaili ve štafetě.
Ve světovém poháru debutoval v prosinci 2019 ve francouzském Annecy. Ve své dosavadní kariéře nevyhrál ve světovém poháru žádný individuální ani kolektivní závod. Jeho nejlepší umístění je 5. místo z vytrvalostního závodu v Ruhpoldingu v lednu 2025.
V nižším poháru IBU Cupu je jeho nejlepším výsledkem 2. místo ve sprintu ve slovenském Osrblie z roku 2020.
V březnu 2025 se mu a jeho přítelkyni Zuzaně narodila dcera Rozárka.

## Výsledky

### Olympijské hry a mistrovství světa
| Sezóna  | Akce | Místo                | SP  | SZ  | HZ | IZ  | ŠT | SŠT | SZD | Věk    |
| ------- | ---- | -------------------- | --- | --- | -- | --- | -- | --- | --- | ------ |
| 2023/24 | MS   | Nové Město na Moravě | –   | –   | –  | 46. | 7. | –   | –   | 24 let |
| 2024/25 | MS   | Lenzerheide          | 29. | 22. | –  | 27. | 6. | 2.  | 14. | 25 let |

Poznámka: Výsledky z mistrovství světa ani z olympijských her se do celkového hodnocení světového poháru nezapočítávají.

### Světový pohár

#### Sezóna 2019/2020
| ČSP               | Místo                | SP             | SZ             | HZ             | IZ             | ŠT             | SŠT            | SZD            | STŘ            |
| ----------------- | -------------------- | -------------- | -------------- | -------------- | -------------- | -------------- | -------------- | -------------- | -------------- |
| 1.                | Östersund            | nezúčastnil se | nezúčastnil se | nezúčastnil se | nezúčastnil se | nezúčastnil se | nezúčastnil se | nezúčastnil se | nezúčastnil se |
| 2.                | Hochfilzen           | nezúčastnil se | nezúčastnil se | nezúčastnil se | nezúčastnil se | nezúčastnil se | nezúčastnil se | nezúčastnil se | nezúčastnil se |
| 3.                | Annecy               | 71.            | –              | –              | –              | –              | –              | –              |                |
| 4.                | Oberhof              | nezúčastnil se | nezúčastnil se | nezúčastnil se | nezúčastnil se | nezúčastnil se | nezúčastnil se | nezúčastnil se | nezúčastnil se |
| 5.                | Ruhpolding           | nezúčastnil se | nezúčastnil se | nezúčastnil se | nezúčastnil se | nezúčastnil se | nezúčastnil se | nezúčastnil se | nezúčastnil se |
| 6.                | Pokljuka             | nezúčastnil se | nezúčastnil se | nezúčastnil se | nezúčastnil se | nezúčastnil se | nezúčastnil se | nezúčastnil se | nezúčastnil se |
| 7.                | Nové Město na Moravě | nezúčastnil se | nezúčastnil se | nezúčastnil se | nezúčastnil se | nezúčastnil se | nezúčastnil se | nezúčastnil se | nezúčastnil se |
| 8.                | Kontiolahti          | nezúčastnil se | nezúčastnil se | nezúčastnil se | nezúčastnil se | nezúčastnil se | nezúčastnil se | nezúčastnil se | nezúčastnil se |
| 9.                | Holmenkollen         | zrušeno        | zrušeno        | zrušeno        | zrušeno        | zrušeno        | zrušeno        | zrušeno        | zrušeno        |
| Průběžné umístění | Průběžné umístění    | nkl.           | –              | –              | –              | –              | –              | –              | –              |
| Průběžné umístění | Průběžné umístění    | 0 bodů (nkl.)  |                |                |                | –              | –              | –              | –              |

#### Sezóna 2020/2021
| ČSP              | Místo                    | SP             | SZ             | HZ             | IZ             | ŠT             | SŠT            | SZD            | STŘ            |
| ---------------- | ------------------------ | -------------- | -------------- | -------------- | -------------- | -------------- | -------------- | -------------- | -------------- |
| 1.               | Kontiolahti              | nezúčastnil se | nezúčastnil se | nezúčastnil se | nezúčastnil se | nezúčastnil se | nezúčastnil se | nezúčastnil se | nezúčastnil se |
| 2.               | Kontiolahti (2)          | nezúčastnil se | nezúčastnil se | nezúčastnil se | nezúčastnil se | nezúčastnil se | nezúčastnil se | nezúčastnil se | nezúčastnil se |
| 3.               | Hochfilzen               | nezúčastnil se | nezúčastnil se | nezúčastnil se | nezúčastnil se | nezúčastnil se | nezúčastnil se | nezúčastnil se | nezúčastnil se |
| 4.               | Hochfilzen (2)           | nezúčastnil se | nezúčastnil se | nezúčastnil se | nezúčastnil se | nezúčastnil se | nezúčastnil se | nezúčastnil se | nezúčastnil se |
| 5.               | Oberhof                  | nezúčastnil se | nezúčastnil se | nezúčastnil se | nezúčastnil se | nezúčastnil se | nezúčastnil se | nezúčastnil se | nezúčastnil se |
| 6.               | Oberhof (2)              | nezúčastnil se | nezúčastnil se | nezúčastnil se | nezúčastnil se | nezúčastnil se | nezúčastnil se | nezúčastnil se | nezúčastnil se |
| 7.               | Anterselva               | nezúčastnil se | nezúčastnil se | nezúčastnil se | nezúčastnil se | nezúčastnil se | nezúčastnil se | nezúčastnil se | nezúčastnil se |
| 8.               | Nové Město na Moravě     | nezúčastnil se | nezúčastnil se | nezúčastnil se | nezúčastnil se | nezúčastnil se | nezúčastnil se | nezúčastnil se | nezúčastnil se |
| 9.               | Nové Město na Moravě (2) | 50.            | 56.            | –              | –              | –              | –              | –              | 83 %           |
| 10.              | Östersund                | 79.            | –              | –              | –              | –              | –              | –              | 90 %           |
| Celkové umístění | Celkové umístění         | nkl.           | nkl.           | –              | –              | –              | –              | –              | 87 %           |
| Celkové umístění | Celkové umístění         | 0 bodů (nkl.)  |                |                |                | –              | –              | –              | 87 %           |

#### Sezóna 2021/2022
| ČSP              | Místo             | SP             | SZ             | HZ             | IZ             | ŠT             | SŠT            | SZD            | STŘ            |
| ---------------- | ----------------- | -------------- | -------------- | -------------- | -------------- | -------------- | -------------- | -------------- | -------------- |
| 1.               | Östersund         | 105.           | –              | –              | 78.            | –              | –              | –              | 87 %           |
| 2.               | Östersund (2)     | 83.            | –              | –              | –              | –              | –              | –              | 80 %           |
| 3.               | Hochfilzen        | 88.            | –              | –              | –              | –              | –              | –              | 80 %           |
| 4.               | Annecy            | nezúčastnil se | nezúčastnil se | nezúčastnil se | nezúčastnil se | nezúčastnil se | nezúčastnil se | nezúčastnil se | nezúčastnil se |
| 5.               | Oberhof           | 83.            | –              | –              | –              | –              | –              | –              | 90 %           |
| 6.               | Ruhpolding        | nezúčastnil se | nezúčastnil se | nezúčastnil se | nezúčastnil se | nezúčastnil se | nezúčastnil se | nezúčastnil se | nezúčastnil se |
| 7.               | Anterselva        | nezúčastnil se | nezúčastnil se | nezúčastnil se | nezúčastnil se | nezúčastnil se | nezúčastnil se | nezúčastnil se | nezúčastnil se |
| 8.               | Kontiolahti       | nezúčastnil se | nezúčastnil se | nezúčastnil se | nezúčastnil se | nezúčastnil se | nezúčastnil se | nezúčastnil se | nezúčastnil se |
| 9.               | Otepää            | nezúčastnil se | nezúčastnil se | nezúčastnil se | nezúčastnil se | nezúčastnil se | nezúčastnil se | nezúčastnil se | nezúčastnil se |
| 10.              | Holmenkollen-Oslo | nezúčastnil se | nezúčastnil se | nezúčastnil se | nezúčastnil se | nezúčastnil se | nezúčastnil se | nezúčastnil se | nezúčastnil se |
| Celkové umístění | Celkové umístění  | nkl.           | –              | –              | nkl.           | –              | –              | –              | –              |
| Celkové umístění | Celkové umístění  | 0 bodů (nkl.)  |                |                |                | –              | –              | –              | –              |

#### Sezóna 2022/2023
| ČSP              | Místo                | SP             | SZ             | HZ             | IZ             | ŠT             | SŠT            | SZD            | STŘ            |
| ---------------- | -------------------- | -------------- | -------------- | -------------- | -------------- | -------------- | -------------- | -------------- | -------------- |
| 1.               | Kontiolahti          | nezúčastnil se | nezúčastnil se | nezúčastnil se | nezúčastnil se | nezúčastnil se | nezúčastnil se | nezúčastnil se | nezúčastnil se |
| 2.               | Hochfilzen           | nezúčastnil se | nezúčastnil se | nezúčastnil se | nezúčastnil se | nezúčastnil se | nezúčastnil se | nezúčastnil se | nezúčastnil se |
| 3.               | Annecy               | nezúčastnil se | nezúčastnil se | nezúčastnil se | nezúčastnil se | nezúčastnil se | nezúčastnil se | nezúčastnil se | nezúčastnil se |
| 4.               | Pokljuka             | nezúčastnil se | nezúčastnil se | nezúčastnil se | nezúčastnil se | nezúčastnil se | nezúčastnil se | nezúčastnil se | nezúčastnil se |
| 5.               | Ruhpolding           | –              | –              | –              | 73.            | 15.            | –              | –              | 87 %           |
| 6.               | Anterselva           | 93.            | –              | –              | –              | –              | –              | –              | 60 %           |
| 7.               | Nové Město na Moravě | nezúčastnil se | nezúčastnil se | nezúčastnil se | nezúčastnil se | nezúčastnil se | nezúčastnil se | nezúčastnil se | nezúčastnil se |
| 8.               | Östersund            | nezúčastnil se | nezúčastnil se | nezúčastnil se | nezúčastnil se | nezúčastnil se | nezúčastnil se | nezúčastnil se | nezúčastnil se |
| 9.               | Holmenkollen         | nezúčastnil se | nezúčastnil se | nezúčastnil se | nezúčastnil se | nezúčastnil se | nezúčastnil se | nezúčastnil se | nezúčastnil se |
| Celkové umístění | Celkové umístění     | nkl.           | –              | –              | nkl.           | 8.             | –              | –              | 80 %           |
| Celkové umístění | Celkové umístění     | 0 bodů (nkl.)  |                |                |                | 8.             | –              | –              | 80 %           |

#### Sezóna 2023/2024
| ČSP              | Místo             | SP               | SZ               | HZ               | IZ               | ŠT               | SŠT              | SZD              |
| ---------------- | ----------------- | ---------------- | ---------------- | ---------------- | ---------------- | ---------------- | ---------------- | ---------------- |
| 1.               | Östersund         | start v IBU Cupu | start v IBU Cupu | start v IBU Cupu | start v IBU Cupu | start v IBU Cupu | start v IBU Cupu | start v IBU Cupu |
| 2.               | Hochfilzen        | start v IBU Cupu | start v IBU Cupu | start v IBU Cupu | start v IBU Cupu | start v IBU Cupu | start v IBU Cupu | start v IBU Cupu |
| 3.               | Lenzerheide       | start v IBU Cupu | start v IBU Cupu | start v IBU Cupu | start v IBU Cupu | start v IBU Cupu | start v IBU Cupu | start v IBU Cupu |
| 4.               | Oberhof           | 42.              | 45.              | ×                | ×                | 6.               | ×                | ×                |
| 5.               | Ruhpolding        | 58.              | 40.              | ×                | ×                | 9.               | ×                | ×                |
| 6.               | Anterselva        | ×                | ×                | –                | –                | ×                | –                | 12.              |
| 8.               | Oslo-Holmenkollen | ×                | ×                | –                | 67.              | ×                | –                | –                |
| 9.               | Soldier Hollow    | 60.              | 50.              | ×                | ×                | 11.              | ×                | ×                |
| 10.              | Canmore           | 56.              | 48.              | –                | ×                | ×                | ×                | ×                |
| Celkové umístění | Celkové umístění  | nkl.             | 79.              | nkl.             | nkl.             | 9.               | 9.               | 9.               |
| Celkové umístění | Celkové umístění  | 1 bod (99.)      |                  |                  |                  | 9.               | 9.               | 9.               |

#### Sezóna 2024/2025
| ČSP              | Místo                | SP             | SZ          | HZ          | IZ          | ŠT          | SŠT         | SZD         |
| ---------------- | -------------------- | -------------- | ----------- | ----------- | ----------- | ----------- | ----------- | ----------- |
| 1.               | Kontiolahti          | 22.            | ×           | 15.         | 27.         | 12.         | –           | 14.         |
| 2.               | Hochfilzen           | 34.            | 26.         | ×           | ×           | 9.          | ×           | ×           |
| 3.               | Annecy               | 46.            | 29          | –           | ×           | ×           | ×           | ×           |
| 4.               | Oberhof              | 25.            | 23.         | ×           | ×           | ×           | –           | 9.          |
| 5.               | Ruhpolding           | ×              | ×           | 9.          | 5.          | 7.          | ×           | ×           |
| 6.               | Anterselva           | 7.             | 35.         | ×           | ×           | 6.          | ×           | ×           |
| 7.               | Nové Město na Moravě | 15.            | 15.         | ×           | ×           | 10.         | ×           | ×           |
| 8.               | Pokljuka             | nestartoval    | nestartoval | nestartoval | nestartoval | nestartoval | nestartoval | nestartoval |
| 9.               | Oslo-Holmenkollen    | 21.            | 11.         | 10.         | ×           | ×           | ×           | ×           |
| Celkové umístění | Celkové umístění     | 23.            | 21.         | 20.         | 19.         | 8.          | 11.         | 11.         |
| Celkové umístění | Celkové umístění     | 391 bodů (20.) |             |             |             | 8.          | 11.         | 11.         |

### Mistrovství Evropy
| Sezóna  | A  | Místo       | SS  | SP  | SZ  | IZ  | SŠT | SZD | Věk    |
| ------- | -- | ----------- | --- | --- | --- | --- | --- | --- | ------ |
| 2019/20 | ME | Raubiči     | 14. | 51. | 57. | ×   | –   | 11. | 20 let |
| 2021/22 | ME | Velký Javor | ×   | 34. | 13. | 13. | 13. | –   | 22 let |
| 2022/23 | ME | Lenzerheide | ×   | 34. | 28. | 21. | 13. | –   | 23 let |

### Juniorská mistrovství
| Sezóna  | D   | Místo        | SP  | SZ  | IZ  | ŠT | Věk    |
| ------- | --- | ------------ | --- | --- | --- | -- | ------ |
| 2018/19 | MSJ | Osrblie      | 38. | 27. | 14. | 6  | 19 let |
| 2019/20 | MSJ | Lenzerheide  | 18. | 10. | 17. | 6. | 20 let |
| 2020/21 | MSJ | Obertilliach | 8.  | 6.  | 10. | 3. | 21 let |